# Ruuth
| De svensk-finländska ätterna Ruuth i Finland med nummer 125, 690 och 1069 förde ett vapen med två halva blå rutor och en hel röd ruta på gyllene sköld.Ätten Ruuth i Västergötland förde ett vapen med kluven sköld, höger i guld tre blå rutor, två över en, vänster i silver med en framkommande halv fläkt örn.  |  | De svensk-finländska ätterna Ruuth i Finland med nummer 125, 690 och 1069 förde ett vapen med två halva blå rutor och en hel röd ruta på gyllene sköld.Ätten Ruuth i Västergötland förde ett vapen med kluven sköld, höger i guld tre blå rutor, två över en, vänster i silver med en framkommande halv fläkt örn. |
| De svensk-finländska ätterna Ruuth i Finland med nummer 125, 690 och 1069 förde ett vapen med två halva blå rutor och en hel röd ruta på gyllene sköld. Ätten Ruuth i Västergötland förde ett vapen med kluven sköld, höger i guld tre blå rutor, två över en, vänster i silver med en framkommande halv fläkt örn. |  | |

Ruuth, eller Ruth, namn på olika släkter i Sverige, i Finland och på kontinenten. Vid sidan av flera borgerliga släkter med detta namn i Sverige och i Finland, även namnet på några obesläktade adelssläkter som samtliga är utslocknade på svärdssidan:
- Ruuth i Finland som adlades 1559, från vilken greve Eric Ruuth kommer.
- Ruuth i Västergötland som adlades 1590, vilken utslocknade efter 1686 med Meinart Ruuth.

I december 2004 var det 139 personer i Sverige som heter Ruuth, och 265 som stavar namnet Ruth.

## Personer med namnet Ruuth och Ruth
- Alpo Ruuth (1943–2002), finländsk författare
- Anders Ruuth (1926–2011), präst och teolog
- Arne Ruth (född 1943), publicist, chefredaktör
- Babe Ruth (1895–1948), amerikansk basebollspelare
- Carl Ruth (andra delen av 1700-talet), kyrkmålare
- Carl Johan Ruth (1818–1852), svensk-norsk handelsman, ihjälslagen
- Didrik Persson Ruuth (andra delen av 1500-talet), lappfogde och sångboksutgivare
- Eric Ruuth (1746-1820), greve, ämbetsman och politiker
- Greta Ruuth (1890–1923), målare och grafiker
- Gustaf Samuel Ruuth, vicepresident i Kammarrevisionen
- Hugo Ruuth (1856–1905), ingenjör, lantmätare och tecknare
- Karl Ruuth (död 1656), militär
- Maria Ruth (1922–1977), målare
- Marit Ruth (född 1973), alpin skidåkare
- Martti Ruuth (1870–1962), finländsk kyrkohistoriker
- Tadeusz Rut (1931–2002), polsk släggkastare
- Ulla Ruuth-Haglund (1918–1969), konstnär, formgivare och konsthantverkare
- Wilhelm Ruuth (1854–1928), finländsk arkivarie
- William Ruth (1829–1913), finländsk industriman och donator